# Ruines du château de Kenilworth
Les Ruines du château de Kenilworth est un tableau de l'artiste belge Guillaume van der Hecht provenant de la collection du musée de l'Ermitage de Saint-Pétersbourg.

## Sujet
Kenilworth est un château du comté de Warwickshire, dans le centre de l'Angleterre. Il a été construit dans les années 1120 par Geoffrey de Clinton, trésorier du roi Henri Ier, a été classé comme propriété de la couronne britannique et a ensuite appartenu aux descendants de Simon de Montfort.
En 1563, la reine Élisabeth Ire accorda Kenilworth à son favori, Robert Dudley, qui dépensa 60 000 £ pour le décorer le château. Shakespeare a visité le château dans son enfance et, en 1575, il a été témoin de la visite de la reine Élisabeth Ire et de festivités grandioses en son honneur. On pense que la pièce Le Songe d'une nuit d'été, écrite par Shakespeare 20 ans plus tard, était basée sur des souvenirs de ces événements.
En 1646-1649, le château était à l'épicentre de la guerre civile et fut détruit. Son histoire et ses ruines pittoresques ont inspiré de nombreux écrivains et artistes. Le roman de Walter Scott Kenilworth et un tableau de J. M. W. Turner ont acquis une grande renommée.

## Description
Van der Hecht peint les ruines du château de Kenilworth vues depuis Abbey Fields (en), autrefois le domaine de l'abbaye Sainte-Marie (en) et aujourd'hui un grand parc dans le village de Kenilworth. Au premier plan, le marais se jette dans un petit lac, que l'on peut encore voir aujourd'hui à Abbey Fields. Un petit bateau avec deux figures vagues navigue sur ce lac. Les silhouettes d'un certain nombre d'arbres peuvent être vues sur les berges. En arrière-plan se dressent les tours de Leicester encore raisonnablement intactes, qui ont été construites par Robert Dudley, comte de Leicester. Le crépuscule et le contre-jour rendent impossible la distinction des détails, créant une scène sombre, presque fantomatique. La composition part de la partie inférieure, sombre, vers le haut, c'est-à-dire le ciel nuageux mais aussi plus clair, de sorte que la scène semble baignée d'une sorte de lumière mystique.

## Inspiration
Dans les années 1840, Guillaume van der Hecht travaillait en Angleterre comme assistant de Charles Baugniet, à Londres, et a probablement vu les ruines de Kenilworth. Il en a peut-être fait des esquisses sur place, qui ont ensuite servi de base au tableau dont il est question ici, mais il est également possible qu'il ait connu le château à partir d'une gravure ou d'un dessin.

On ne sait pas s'il s'est inspiré du roman de Scott, mais selon le chercheur de l'Ermitage Boris Asvarichtch, « le tableau semble être une illustration des comparaisons romantiques entre la nature éternelle et les ruines, un symbole de la fragilité des actes humains ». Walter Scott lui-même a écrit :

« Il faut bien ajouter que ce superbe palais, où des princes donnèrent des fêtes et où des héros combattirent, tantôt par les sanglants engagements de l’assaut et du siège, tantôt dans des joutes chevaleresques, où la beauté décernait le prix gagné dans la valeur, ne présente plus aujourd’hui qu’une scène de désolation. Le lit du lac n’est plus qu’un marais peuplé de joncs, et les ruines massives du château ne servent plus qu’à montrer quelle fut autrefois sa splendeur, et à faire sentir au voyageur la valeur passagère des biens de ce monde et le bonheur de ceux qui jouissent d’une humble fortune et de la paix du cœur. »

— Walter Scott, Kenilworth
Le tableau est un exemple typique de la peinture romantique de paysage, car elle régnait en maître en Allemagne et en Angleterre notamment dans la première moitié du xixe siècle. La peinture des ruines, symbole de l'éphémère et de la fin de la vie, et les jeux de lumière dans le ciel nuageux sont également caractéristiques. Alors que l'école romantique en Belgique à cette époque se concentrait principalement sur la peinture d'histoire, le séjour de Van der Hecht en Angleterre l'a apparemment inspiré pour créer cette scène, inhabituelle pour les Belges.

## Historique
Le tableau a été exposé pour la première fois le 5 janvier 1850 dans le foyer du Théâtre royal du Parc de Bruxelles lors d'une exposition caritative internationale, dont les pièces d'exposition, après la clôture, devaient être jouées dans une loterie. Le lendemain du vernissage de l'exposition, le marchand d'art Arthur Stevens (nl) écrit au prince A. M. Gortchakov : « Je vous envoie un album de gravures, sorti pour la fête du 5 janvier. Il est déjà devenu une rareté et ne peut être acheté, puisque seuls 100 exemplaires ont été imprimés, après quoi les planches ont été détruites. » Hecht a gravé sa propre peinture pour cet album.
Dans la seconde moitié des années 1850, le tableau est acquis par le comte Nikolaï Kouchelev-Bezborodko (ru). Après sa mort, selon sa volonté, il a été transféré au Musée de l'Académie russe des Arts (ru) et est devenu une partie d'une galerie spéciale Kouchelev là-bas, a été répertorié sous le nom Ruines d'un château au clair de lune.
En 1922, le musée de l'Académie des arts a été liquidé et la plupart de ses peintures, y compris Les ruines du château de Kenilworth, ont été transférées au musée de l'Ermitage.
Depuis fin 2014, il est exposé dans la salle 346 du palais de l'État-Major.